# Famille Latrobe

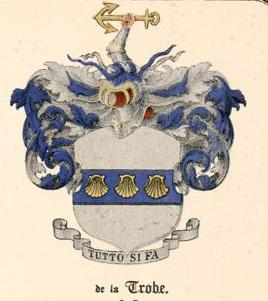
Armoiries de la famille Latrobe

La famille Latrobe est une famille huguenote originaire du département de Tarn-et-Garonne.

## Historique
La famille Latrobe a quitté la France à la suite de la révocation de l'édit de Nantes en 1685. Elle a émigré aux Pays-Bas, en Irlande, en Angleterre, aux États-Unis, en Australie …

## Liens de filiation entre les personnalités
- Jean Latrobe dit « le fugitif » (1670[1] - vers 1760), premier huguenot de la famille à quitter la France. Il épouse X. Griffith à Dublin (Irlande).
  - James Latrobe (1702-1752) épouse en Élisabeth Thornton et en 1745 Rébecca Adams.
    - Benjamin Latrobe (1728-1786), membre de l'église Morave. En 1756, il apouse Anna Margarethe Antes.
      - Christian Ignatius Latrobe  (1758-1836),  ecclésiastique anglais, musicien et compositeur. En 1790, il épouse Hannah Benigna Syms.
        - Charles Joseph Latrobe (1801-1875) : premier gouverneur-adjoint de la colonie de Victoria en Australie.

      - Benjamin Henry Latrobe (1764-1820), architecte britannique, émigré aux États-Unis en 1795. Il est l'architecte du Capitole des États-Unis et de la cathédrale de Baltimore. Il épouse Mary Élisabeth Hazlehurst.
        - John Hazlehurst Boneval Latrobe (1803-1891), avocat. Il épouse Charlotte Virginia Claiborne.
          - Ferdinand Claiborne Latrobe (1833-1911), homme politique américain. Il épouse la fille de Thomas Swann.

        - Benjamin Henry Latrobe, II (1806-1878), ingénieur civil américain.

      - Johann Friedrich Bonneval Latrobe (1769-1845), musicien et compositeur.

## Hommages
En hommage à Charles Latrobe (1801-1875), plusieurs lieux d'Australie portent le nom de famille : 
- l'Université La Trobe située dans la banlieue de Melbourne, dans l'État de Victoria ;
- la Vallée Latrobe située dans l'État de Victoria ;
- La rivière Latrobe qui coule dans la région du Gippsland dans l'État de Victoria ;
- la Ville de Latrobe, zone d'administration locale dans l'est de l'État de Victoria ;
- Latrobe, une localité du conseil de Latrobe, zone d'administration locale en Tasmanie.

## Pour approfondir